# Thymoites incachaca
Thymoites incachaca là một loài nhện trong họ Theridiidae.
Loài này thuộc chi Thymoites. Thymoites incachaca được Herbert Walter Levi miêu tả năm 1964.